# (2588) Flavia
(2588) Flavia es un asteroide perteneciente al cinturón de asteroides, descubierto el 2 de noviembre de 1981 por Brian A. Skiff desde la Estación Anderson Mesa (condado de Coconino, cerca de Flagstaff, Arizona, Estados Unidos).

## Designación y nombre
Designado provisionalmente como 1981 VQ. Fue nombrado Flavia en homenaje a la Dinastía Flavia de la que algunos de sus miembros fueron emperadores romanos.